# 679 فنان
679 فنان (بالإنجليزية:679 Artists) المعروفة أيضا بــ679 أو تسجيلات 679 (بالإنجليزية:679 Recordings) هي شركة تسجيلات موسيقية تأسست في 11 يونيو 2001 وتملكها مجموعة وارنر الموسيقية ويقع مقرها بــلندن، المملكة المتحدة. وفي 2008 إستحوذت مجموعة وارنر الموسيقية على الشركة ككل.

## أهم الفنانين تضمهم الشركة
- مارينا
- كانو
- آني

## قائمة المراجع
1. ↑  "679 RECORDINGS LIMITED overview - Find and update company information - GOV.UK". find-and-update.company-information.service.gov.uk (بالإنجليزية). Archived from the original on 2025-07-07. Retrieved 2025-07-07.
2. 1 2  Paine, Andre (21 Jan 2008). "Warner U.K. Adds 679". Billboard (بالإنجليزية الأمريكية). Archived from the original on 2024-02-24. Retrieved 2025-07-07.

## وصلات خارجية
- 679 فنان على موقع أول ميوزيك (الإنجليزية)
- 679 فنان على قاعدة بيانات ديسكوغز (الإنجليزية)
- 679 فنان على موقع جينيس (الإنجليزية)

لا توجد روابط لمواقع التواصل الاجتماعي.